# 宮内康
宮内 康（みやうち こう、1937年 - 1992年10月）は、日本の建築家、建築評論家。

## 生涯
神戸市出身。生まれは長野県飯田市。
東京大学工学部建築学科を1961年卒業。大学院数物系研究科博士課程（吉武・鈴木研究室）を1967年に修了。1968年、東京理科大学講師。1969年設計工房を開設。
大学時代から学生運動に加わった経験から、当時の全共闘運動に共感し、行動する。
1969年、宮内嘉久編集『建築年鑑』の編集にかかわり、70年には反万博運動にもかかわる。
1971年には東京理科大学闘争で学生を支援したことにより、大学当局から免職の通告を受けるが4年間に渡る裁判により勝訴する。
建築作品に
状況劇場稽古場、山谷労働者福祉会館、青森県七戸町美術館(現、鷹山宇一記念美術館)などがあるが、設計だけでなく建設も利用者と共におこない、ものつくりを行うことが重要という主張を身をもって示した。
著作に、『怨恨のユートピア』（井上書院、1971年）、『風景を撃て 1970-75』（相模書房、1976年）がある。